# Herolde am Bremer Rathaus

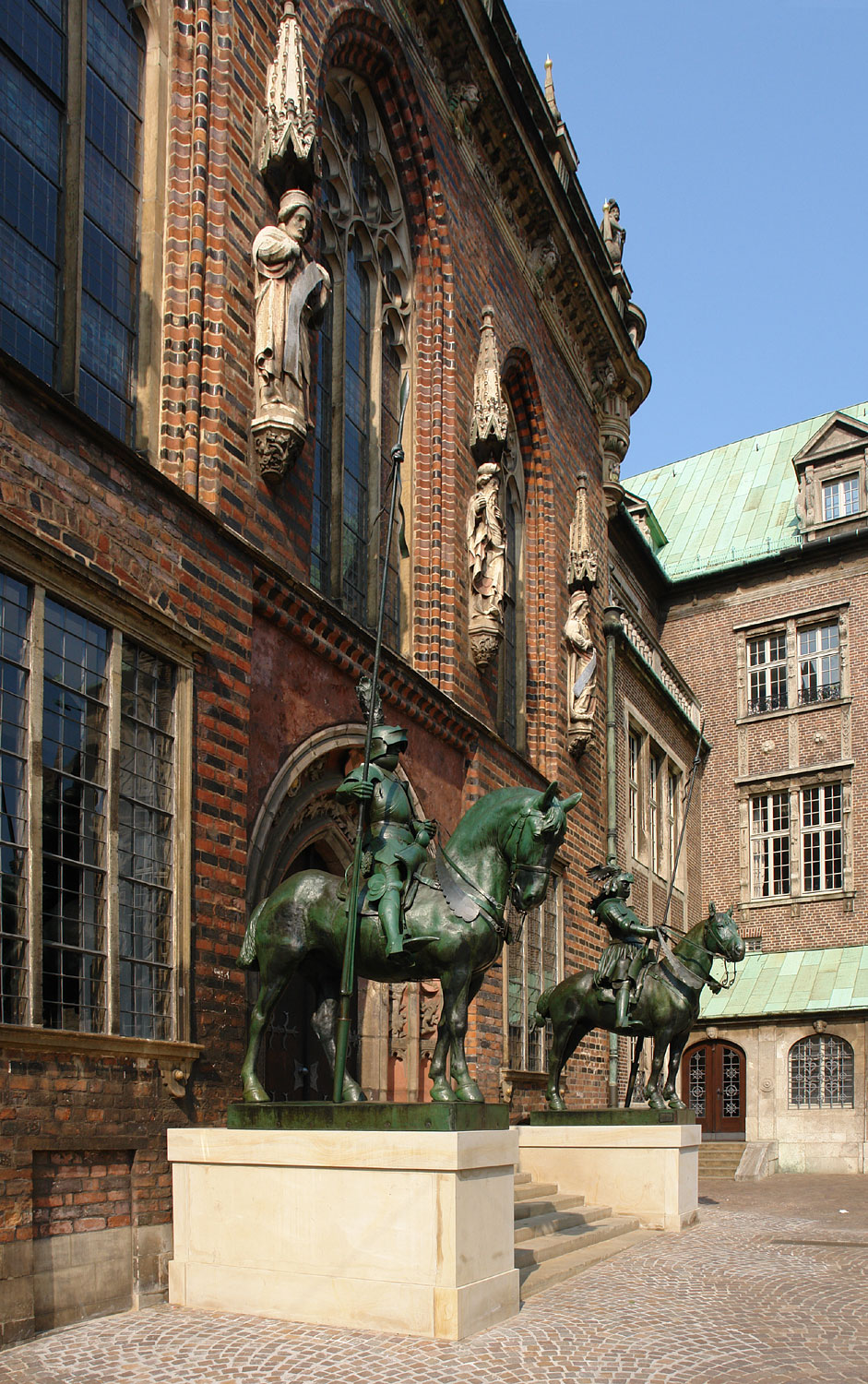
Herolde am Ostportal des Bremer Rathaus

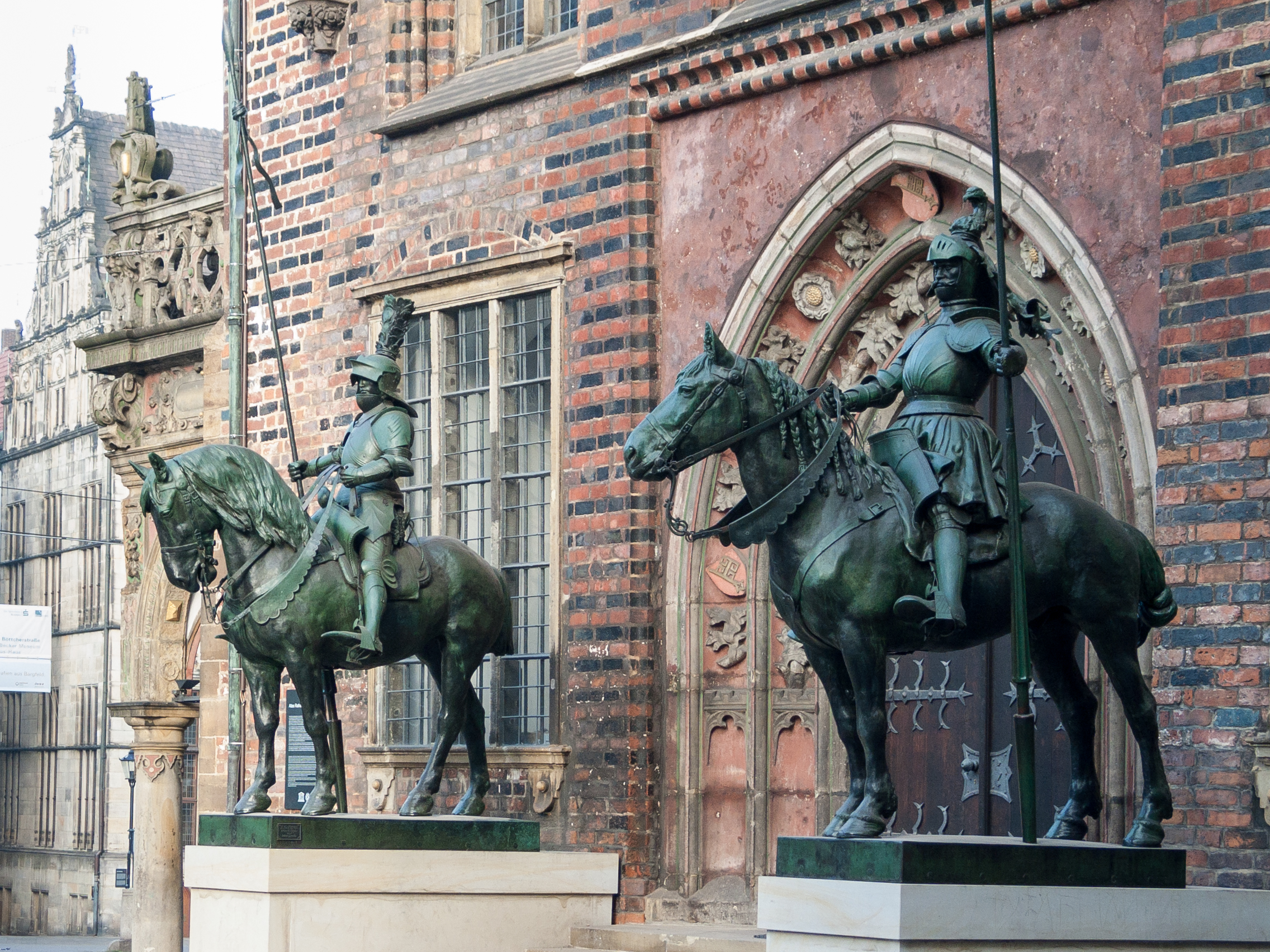
Herolde am Ostportal des Bremer Rathauses (2007)

Bei den Herolden am Bremer Rathaus handelt es sich um Freiplastiken zweier gepanzerter Ritter zu Pferd. Die knapp überlebensgroßen und in Kupfer getriebenen Figurengruppen flankieren das Ostportal des Alten Bremer Rathauses. Sie werden traditionell als „Herolde“ bezeichnet. Entworfen von Rudolf Maison und gestiftet von dem Bankier John Harjes waren sie erstmals 1901 an diesem Ort aufgestellt worden.
Die Skulpturen stehen unter Denkmalschutz.

## Geschichte
Der Münchener Bildhauer Rudolf Maison, der für Bremen bereits den Teichmannbrunnen gestaltet hatte, schuf 1896 für das Berliner Reichstagsgebäude zwei Reiter, die in verkleinerter Variante auf der Pariser Weltausstellung des Jahres 1900 den Eingang zum deutschen Ausstellungshaus flankierten. Die Ausführung der in Kupfer getriebenen Plastiken hatte G. Knodt in Frankfurt gefertigt. In Paris sah sie der dort lebende, aus Bremen gebürtige Bankier John Harjes, der sie erwarb und seiner Geburtsstadt schenkte.
1901 war ein Standort gefunden: das Südostportal des Bremer Rathauses, wo sie am 30. September 1901 aufgestellt wurden.
Im Zweiten Weltkrieg verbrachte man die Plastiken in einen Luftschutzbunker. 1959 vermied man zunächst die Wiederaufstellung der Herolde vor dem gotischen Portal, da die historistischen Skulpturen schon zur Entstehungszeit nicht mehr ganz zeitgemäß waren. Stattdessen wurden sie dezent an die Eichenallee im Park der Egestorff-Stiftung gestellt. Erst im Jahr 2003, versetzte eine mit „Verrückungen“ im Stadtbild spielende Kunstaktion die beiden Reiter vermeintlich vorübergehend an den ursprünglichen Platz. Daraufhin entstand eine von privater Initiative ausgehende Spendenkampagne mit dem Ziel, die alte Konstellation dauerhaft wiederherzustellen. Denkmalpflege und Politik widersetzten sich dieser Aktion nicht. Am Neujahrsmorgen 2005 stieß ein Räumfahrzeug der Stadtreinigung eine Figur um, woraufhin dringender Restaurierungsbedarf offenkundig wurde. Die notwendigen Restaurierungen wurden durchgeführt und das Reiterpaar am 7. Februar 2007 wieder endgültig am alten Platz vor dem Rathausportal wiederaufgestellt.

## Bedeutung
Die detailverliebte Genauigkeit und naturalistische Ausführung der Figuren steht in gewissem Gegensatz zur Ungenauigkeit der inhaltlichen Bedeutung der Plastiken. Obwohl einzelne Elemente der Rüstung der Zeit um 1500 entsprechen, fehlen jedoch konkrete Bezüge zur Geschichte Bremens. So stellen sie nach heutigem Verständnis nur ein durchschnittliches Beispiel für historistische Bildhauerei der Jahrtausendwende dar, die sich in diesem Fall auf eine fälschlich idealisierte und mittelalterliche Vergangenheit stützt.

Dass es um das Jahr 1900 schon Bildhauer gab, die deutlich modernere Werke schufen, zeigt die Gleichzeitigkeit mit der künstlerisch ungleich bedeutenderen Freiplastik des Rosselenkers in den Wallanlagen.
Zwei weitere Figuren von Maison wurden 1904 am entgegengesetzten, nordwestlichen, Eingang des Rathauses aufgestellt, wurden aber 1942 zu Kriegszwecken eingeschmolzen.
Seit 1973 stehen die Herolde unter Denkmalschutz.